# Diócesis de Baie-Comeau
La diócesis de Baie-Comeau (en latín: Dioecesis Sinus Comoën(sis) y en francés: Diocèse de Baie-Comeau) es una circunscripción eclesiástica latina de la Iglesia católica en Canadá, sufragánea de la arquidiócesis de Rimouski. La diócesis tiene al obispo Pierre Charland como su ordinario desde el 18 de febrero de 2025.

## Territorio y organización

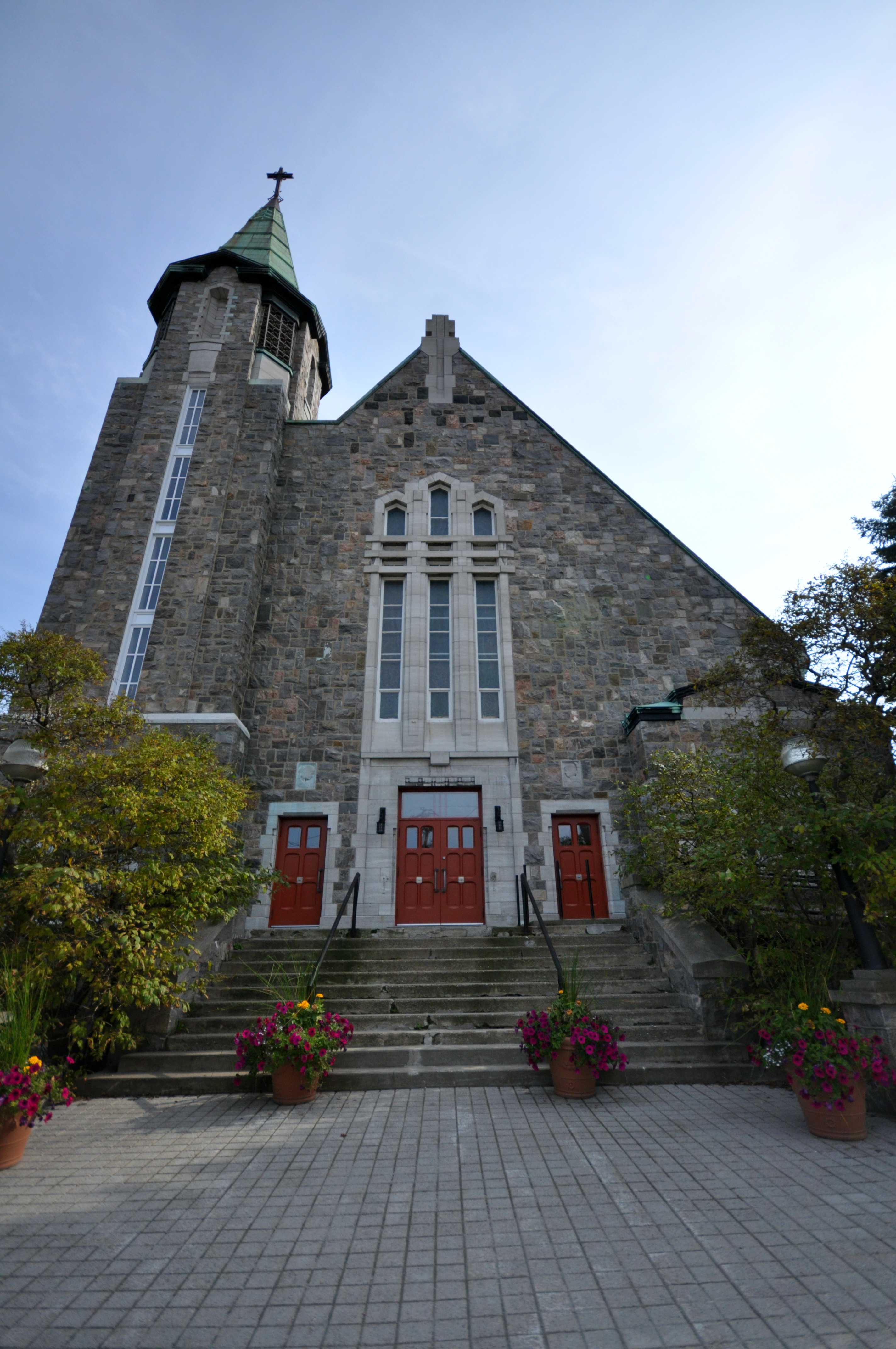
Iglesia de Santa Amelia, primitiva catedral de la diócesis

La diócesis tiene 300 281 km² y extiende su jurisdicción sobre los fieles católicos de rito latino residentes en la provincia de Quebec en la región administrativa de Côte-Nord.
La sede de la diócesis se encuentra en la ciudad de Baie-Comeau, en donde se halla la Catedral de San Juan Eudes.
En 2020 en la diócesis existían 55 parroquias.

## Historia
La prefectura apostólica del Golfo de San Lorenzo fue erigida el 29 de mayo de 1882, obteniendo el territorio de la diócesis de Rimouski (hoy arquidiócesis).
El 12 de septiembre de 1905 la prefectura apostólica fue elevada a vicariato apostólico.
El 13 de julio de 1945 cedió una parte de su territorio para la erección del vicariato apostólico de Labrador (que luego se convirtió en la diócesis de Labrador City-Schefferville) mediante la bula Quo Christi Regno del papa Pío XII.
El 24 de noviembre de 1945, a raíz de la bula Ad christifidelium bonum del papa Pío XII, se amplió el vicariato apostólico, incorporando una parte del territorio que pertenecía a la diócesis de Chicoutimi, y al mismo tiempo se elevó a diócesis, con el nombre de diócesis del Golfo de San Lorenzo. En esta ocasión, el obispado se trasladó de Havre-Saint-Pierre a Baie-Comeau, en donde se erigió la iglesia de Santa Amelia como catedral. El obispo Gérard Couturier, nombrado en diciembre de 1956, inició la construcción de la nueva catedral, dedicada a San Juan Eudes, en la localidad de Hauterive.
Originalmente sufragánea de la arquidiócesis de Quebec, el 9 de febrero de 1946 pasó a formar parte de la provincia eclesiástica de Rimouski, al mismo tiempo elevada al rango de arquidiócesis metropolitana.
El 29 de febrero de 1960, con el traslado del obispado de Baie-Comeau a Hauterive, la diócesis tomó el nombre de diócesis de Hauterive (en latín: Dioecesis Altaripensis), nombre que mantuvo hasta el 14 de julio de 1986, cuando tomó su nombre actual, tras la supresión del municipio de Hauterive y su anexión al de Baie-Comeau.
El 31 de mayo de 2007 se amplió para incluir una parte del territorio de la diócesis de Labrador City-Schefferville, que fue simultáneamente suprimida.

## Estadísticas
De acuerdo al Anuario Pontificio 2021 la diócesis tenía a fines de 2020 un total de 99 400 fieles bautizados.
| Año                                                                             | Población            | Población | Población      | Sacerdotes | Sacerdotes    | Sacerdotes    | Bautizados por sacerdote | Diáconos permanentes | Religiosos | Religiosos | Parroquias |
| Año                                                                             | Bautizados católicos | Total     | % de católicos | Total      | Clero secular | Clero regular | Bautizados por sacerdote | Diáconos permanentes | Varones    | Mujeres    | Parroquias |
| ------------------------------------------------------------------------------- | -------------------- | --------- | -------------- | ---------- | ------------- | ------------- | ------------------------ | -------------------- | ---------- | ---------- | ---------- |
| 1950                                                                            | 28 000               | 30 000    | 93.3           | 46         | 24            | 22            | 608                      |                      | 32         | 110        | 27         |
| 1966                                                                            | 83 950               | 85 857    | 97.8           | 120        | 82            | 38            | 699                      |                      | 55         | 329        | 42         |
| 1970                                                                            | 86 000               | 90 000    | 95.6           | 118        | 78            | 40            | 728                      |                      | 76         | 308        | 44         |
| 1976                                                                            | 97 483               | 102 824   | 94.8           | 91         | 56            | 35            | 1071                     |                      | 64         | 275        | 52         |
| 1980                                                                            | 120 000              | 121 900   | 98.4           | 83         | 53            | 30            | 1445                     |                      | 56         | 295        | 50         |
| 1990                                                                            | 96 128               | 98 521    | 97.6           | 65         | 44            | 21            | 1478                     | 8                    | 42         | 152        | 50         |
| 1999                                                                            | 92 665               | 95 642    | 96.9           | 50         | 31            | 19            | 1853                     | 7                    | 28         | 93         | 49         |
| 2000                                                                            | 93 126               | 96 277    | 96.7           | 49         | 31            | 18            | 1900                     | 7                    | 27         | 88         | 49         |
| 2001                                                                            | 94 369               | 96 277    | 98.0           | 48         | 31            | 17            | 1966                     | 7                    | 26         | 83         | 45         |
| 2002                                                                            | 89 298               | 90 859    | 98.3           | 46         | 28            | 18            | 1941                     | 7                    | 27         | 72         | 45         |
| 2003                                                                            | 89 261               | 90 907    | 98.2           | 43         | 27            | 16            | 2075                     | 7                    | 25         | 64         | 45         |
| 2004                                                                            | 89 232               | 90 907    | 98.2           | 41         | 27            | 14            | 2176                     | 7                    | 19         | 64         | 45         |
| 2006                                                                            | 90 800               | 92 600    | 98.1           | 36         | 25            | 11            | 2522                     | 8                    | 16         | 59         | 44         |
| 2012                                                                            | 90 400               | 98 400    | 91.9           | 34         | 25            | 9             | 2658                     | 7                    | 9          | 37         | 55         |
| 2015                                                                            | 93 500               | 101 700   | 91.9           | 29         | 24            | 5             | 3224                     | 8                    | 5          | 30         | 55         |
| 2018                                                                            | 96 850               | 105 340   | 91.9           | 32         | 24            | 8             | 3026                     | 7                    | 8          | 18         | 55         |
| 2020                                                                            | 99 400               | 108 150   | 91.9           | 27         | 20            | 7             | 3681                     | 7                    | 7          | 11         | 55         |
| Fuente: Catholic-Hierarchy, que a su vez toma los datos del Anuario Pontificio. |                      |           |                |            |               |               |                          |                      |            |            |            |

## Episcopologio
- François-Xavier Bossé † (1882-1892 renunció)
- Michel-Thomas Labrecque † (1892-1903 renunció)
- Gustave Maria Blanche, C.I.M. † (21 de agosto de 1903-26 de julio de 1916 falleció)
- Patrice Alexandre Chiasson, C.I.M. † (27 de julio de 1917-9 de septiembre de 1920 nombrado obispo de Chatham)
- Julien-Marie Leventoux, C.I.M † (28 de marzo de 1922-enero de 1938 renunció)
- Napoléon-Alexandre Labrie, C.I.M † (30 de marzo de 1938-1 de diciembre de 1956 renunció[6])
- Gérard Couturier † (27 de diciembre de 1956-7 de septiembre de 1974 renunció)
- Jean-Guy Couture † (21 de junio de 1975-5 de abril de 1979 nombrado obispo de Chicoutimi)
- Roger Ébacher (30 de junio de 1979-30 de marzo de 1988 nombrado obispo de diócesis de Gatineau-Hull)
- Maurice Couture, R.S.V. † (1 de diciembre de 1988-17 de marzo de 1990 nombrado arzobispo de Quebec)
- Joseph Paul Pierre Morissette (17 de marzo de 1990-3 de julio de 2008 nombrado obispo de Saint-Jérôme)
- Jean-Pierre Blais, desde el 12 de diciembre de 2008